# ジョン・ケネス・スティル
ジョン・ケネス・スティル（John Kenneth Stille、1930年5月8日 - 1989年7月19日）はアメリカ合衆国の化学者。右田・小杉・スティルカップリングを発見した。

## 経歴
アリゾナ大学で学士号と修士号を取得し、その後の朝鮮戦争中はアメリカ海軍に従軍した。イリノイ大学ではカール・シップ・マーベルの下で学び、博士号を取得した。1957年からアイオワ大学、1977年からコロラド州立大学に勤めた。
アリゾナ大学在学中、後の妻となるドロレス・エンゲルキングと出会った。2人は1958年に結婚し、2人の息子、ジョン・ロバートとジェームス・ケネスを儲けた。1982年ACS高分子化学賞受賞。
スティルは59歳の時にアイオワ州のスー・ゲートウェイ空港で、ユナイテッド航空232便不時着事故に巻き込まれて死亡した。
2010年、リチャード・ヘック、根岸英一、鈴木章の3人は、有機合成におけるパラジウム触媒クロスカップリングの業績によりノーベル化学賞を受賞した。右田・小杉・スティルカップリングはパラジウム触媒クロスカップリングのキーとなる反応であり、存命中であればスティルが候補になっていた可能性が高かったと広く信じられている。